# Arkarły (przystanek kolejowy)
Arkarły (kaz. Арқарлы, ros. Аркарлы) – przystanek kolejowy w miejscowości Arkarły, w rejonie Szet, w obwodzie karagandyjskim, w Kazachstanie. Położony jest na linii Astana – Szu, na trasie Nowego Jedwabnego Szlaku.